# Barbara Helena Kopsch
Barbara Helena Kopsch (geborene Lang; * um 1650 in Nürnberg; † nach 1705 vermutlich in Berlin) war eine deutsche Dichterin, Übersetzerin und Künstlerin.

## Leben
Über Kopsch' Leben ist wenig bekannt. Sie stammte aus einer Nürnberger Kaufmannsfamilie und wurde 1679 mit dem Ordensnamen Erone in den Pegnesischen Blumenorden aufgenommen. Ihre Ordensblume war der Alant-Wurz. 1686 heiratete sie Nicolaus Kopsch und zog mit ihm nach Berlin. Das Paar hielt sich auch einige Zeit in Amsterdam auf.
Bereits in ihrer Jugend verfasste sie Gedichte auf Deutsch und Französisch. Auch war sie in der lateinischen Sprache sehr bewandert, sodass sie unter anderem aus dem Französischen in das Lateinische übersetzen konnte. 1684 übersetzte sie einen philosophischen Ratgeber (Vernünftigen Gemüths-Beruhigung) eines vermutlich englischen Autors aus dem Französischen ins Deutsche. Auch ist aus diesem Jahr eine kleine Sammlung von aus dem Französischen übersetzten geistlichen Liedern überliefert.
Die französische Autorin Madeleine de Scudéry war ein Vorbild für Kopsch und sie übersetzte deswegen deren Band Conversations sur divers sujets in die deutsche Sprache. Dort stellte Kopsch jedem der fünfzehn Kapitel ein Gedicht sowie einen selbst gefertigten Kupferstich vor, der das nachfolgende Kapitel zusammenfassend illustrierte und interpretierte. Kopsch gilt im deutschen Sprach- und Kulturraum als die erste Übersetzerin, „die gezielt eine Autorin übersetzte, um [deren] Gedankengut im deutschsprachigen Raum zu propagieren“. Sie war bereits zu Lebzeiten als Übersetzerin und Poetin berühmt und anerkannt. Auch soll sie noch einige weitere Werke aus dem Französischen übersetzt haben, die jedoch nicht mehr bekannt sind.
Des Weiteren war Kopsch im Zeichnen, Malen, Wachsbossieren sowie Alabaster- und Elfenbeinschneiden begabt: „man musste ihre Kunst bewundern“. Bevor sie Nürnberg verließ, übergab sie Magnus Daniel Omeis ein Büchlein aus sieben Elfenbeintafeln, in welche sie kunstvoll ausgeschmückt ein Gedicht geschnitzt hatte. Auch während ihrer Berliner Zeit hielt Kopsch weiterhin Kontakt mit dem Blumenorden und ließ diesem ab und an lyrische Werke zukommen.

## Werke (Auswahl)
- Vernünftige Gemüths-Beruhigung, oder kurze Lehrsätze, wie die Begierden bey allen Begebenheiten vernünftig und wohl zu regieren, und die wahre Zufriedenheit zu befördern, aus dem Französischen in das Teutsche übersetzet, auch mit Sinnbildern und Gedichten vermehret. Froberg, Nürnberg 1684.
- Kluge Unterredungen der in Frankreich berühmten Mademoiselle de Scudéry, worinnen über unterschiedliche Sachen sehr nachdenkliche Gedanken und lehrreiche Gespräche enthalten. Aus dem Französischen in das Teutsche gebracht und mit beygesetzten Figuren und Gedichten erweitert. Zwei Teile. Johann Zieger, Nürnberg 1685.
- Die Betrachtung des die Sterblichkeit vernichtenden Geistes (Trauergedicht auf den Höchstseligen Hintritt seiner königlichen Majestät in Preussen, Friedrichs des ersten, einzigen und hochgeliebten Frauen Tochter Hoheit, der Durchlauchtigsten Fürstin und Frauen Louysen Dorotheen Sophien, vermählten Erb-Princessin zu Hessen-Cassel). Berlin 1705.
- Versetzet, ergötzet. Gedicht auf die Versetzung Sigmund von Birkens, in der Betrübten Pegnesis abgedruckt.
- Hochzeit-Lied (So viel der Unterscheid sich Arthen hat erfunden).
- Dankgedicht an Damon.